# Culinária de Camarões

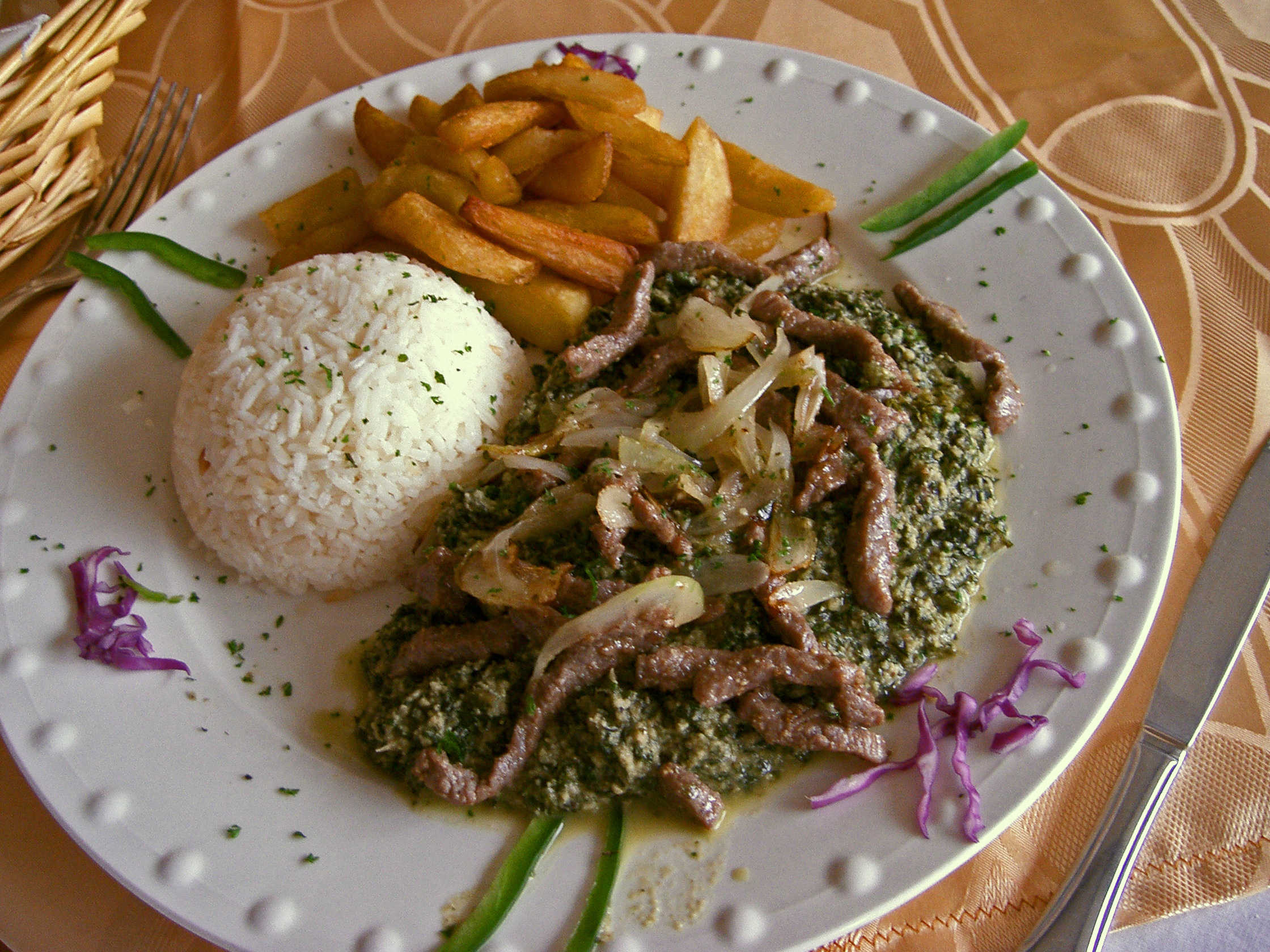
Ndolé é um prato em Camarões

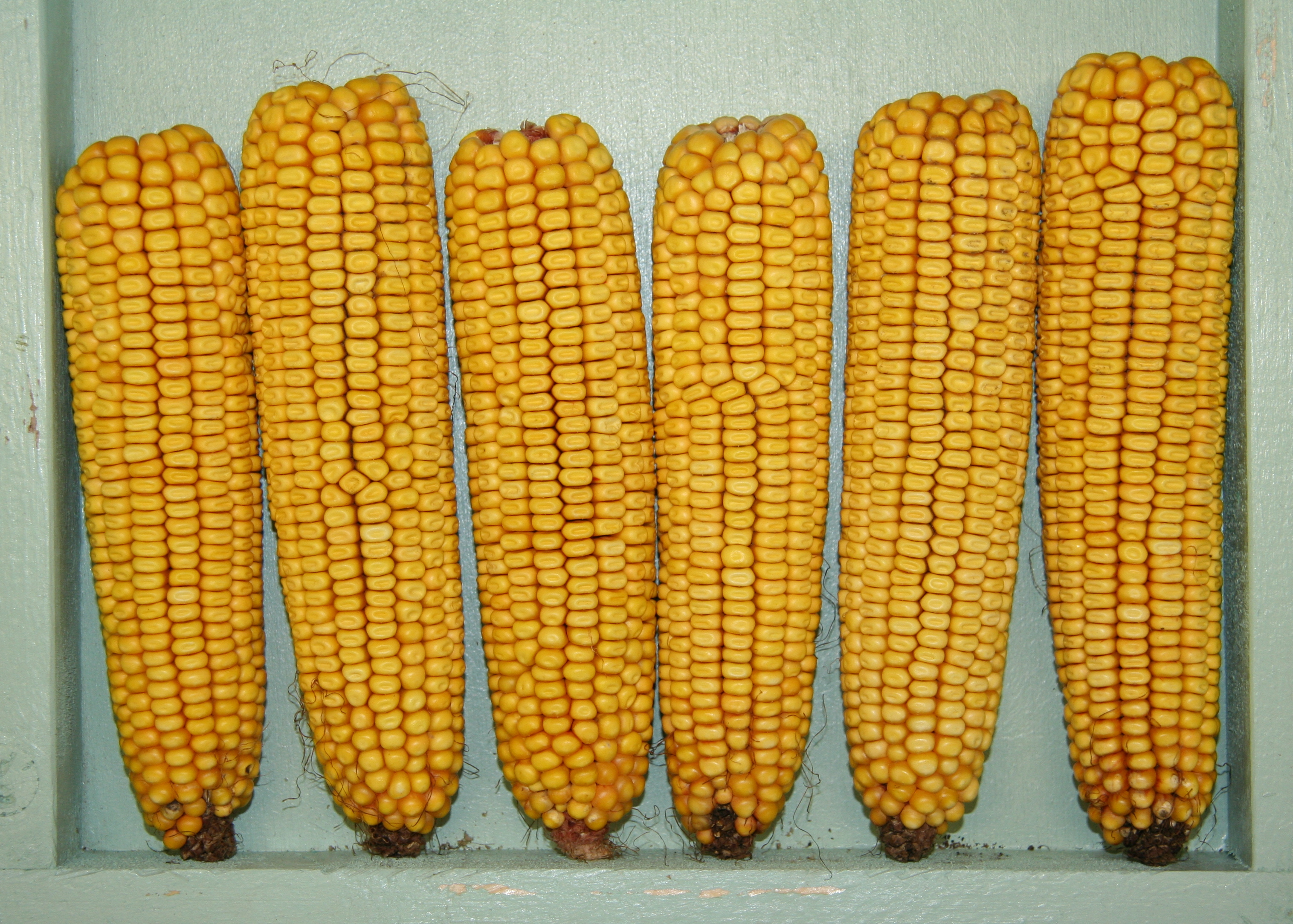
O milho é um alimento básico em Camarões

Localização de Camarões

A culinária camaronesa (francês: cuisine camerounaise) é uma das mais variadas da África devido à sua localização na encruzilhada entre o norte, o oeste e o centro do continente; a diversidade de etnias com mistura que vai de Bantus, Semi-bantus e Shua-Arabs. Soma-se a isso a influência da colonização alemã e, mais tarde, da anexação francesa e inglesa de diferentes partes do país.

## Ingredientes
O solo da maior parte do país é muito fértil e é cultivada uma grande variedade de vegetais e frutas, tanto de espécies nacionais como importadas. Essas incluem:
- Cassava
- Banana da Terra
- Amendoim
- Fufu
- Pimenta Vermelha/Pimenta Branca de Penja
- Milho
- Berinjela
- Quiabo
- Alumã
- Tomate
- Taro
- Bananas

## Especialidades

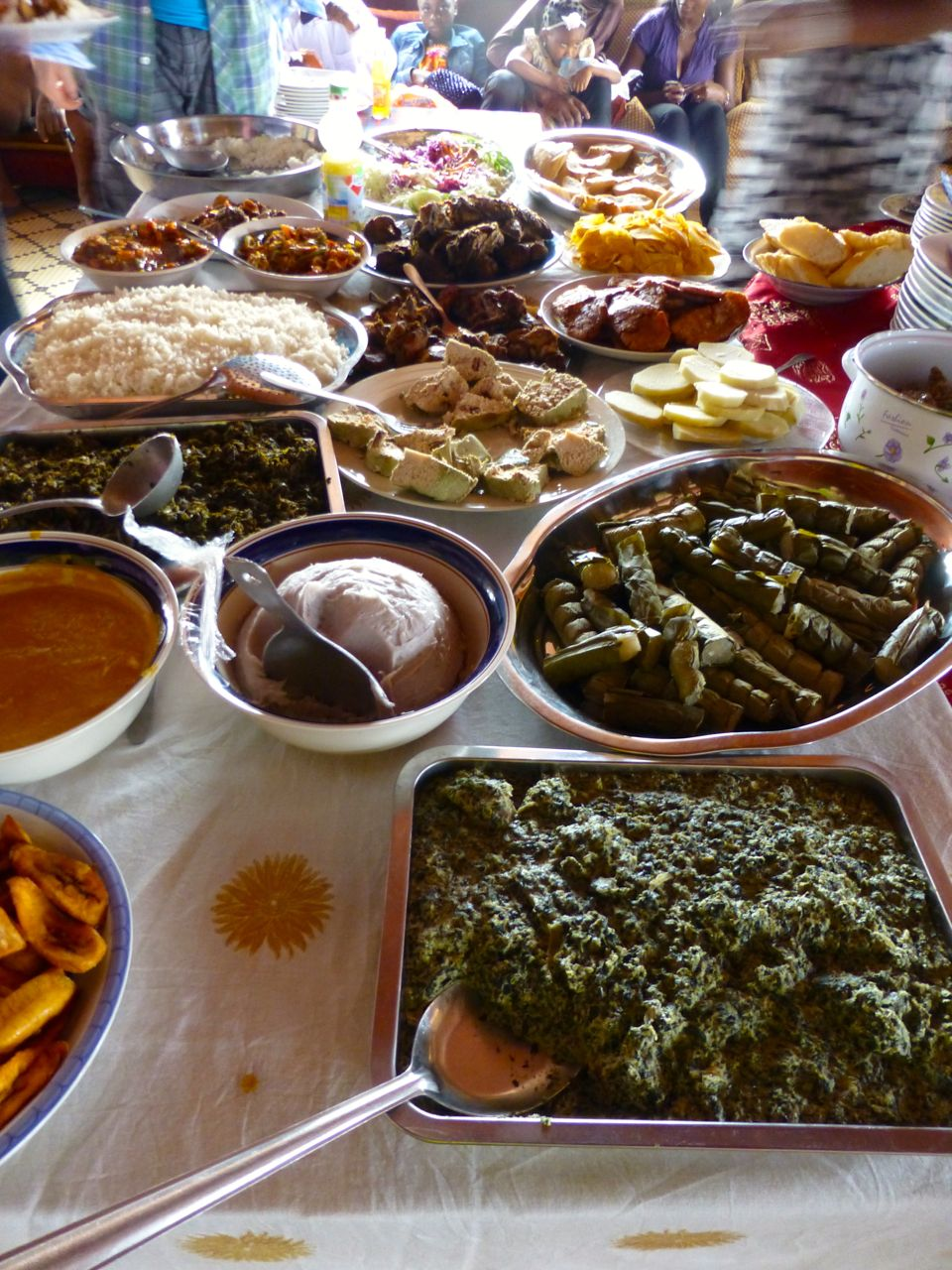
Pratos tradicionais servidos no Ebogo na Região Central

Entre as especialidades camaronesas, constam:
- Milho Fufu e njama njama (folhas de bagas de joio de jardim)
- Brochetes, conhecidos localmente como soja (uma espécie de kebab grelhado feito de frango, carne bovina ou cabra)
- Sangah (uma mistura de milho, folha de mandioca e suco de noz de palma)
- Sopa Mbanga e kwacoco
- Eru e água fufu
- Ndolé (um guisado picante contendo folhas verdes, carne, camarão, casca de porco e pasta de amendoim)

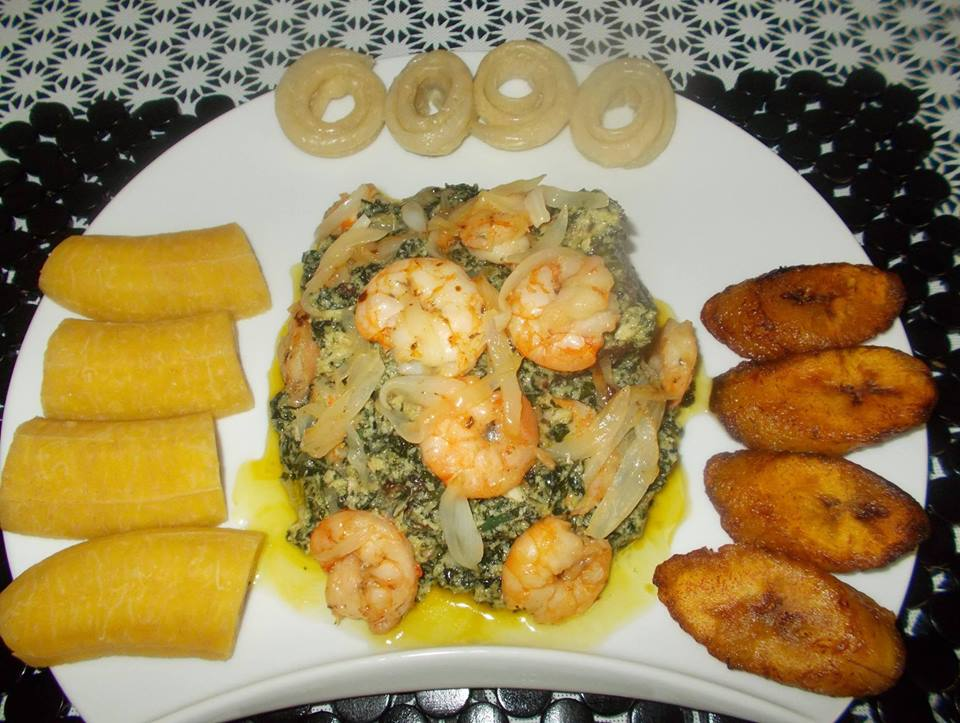
Ndolè com carne, morrue e camarão

- Koki (comida) (consistindo principalmente de ervilhas pretas e óleo de palma vermelho)

Variedades de Koki (Vigna unguiculata)
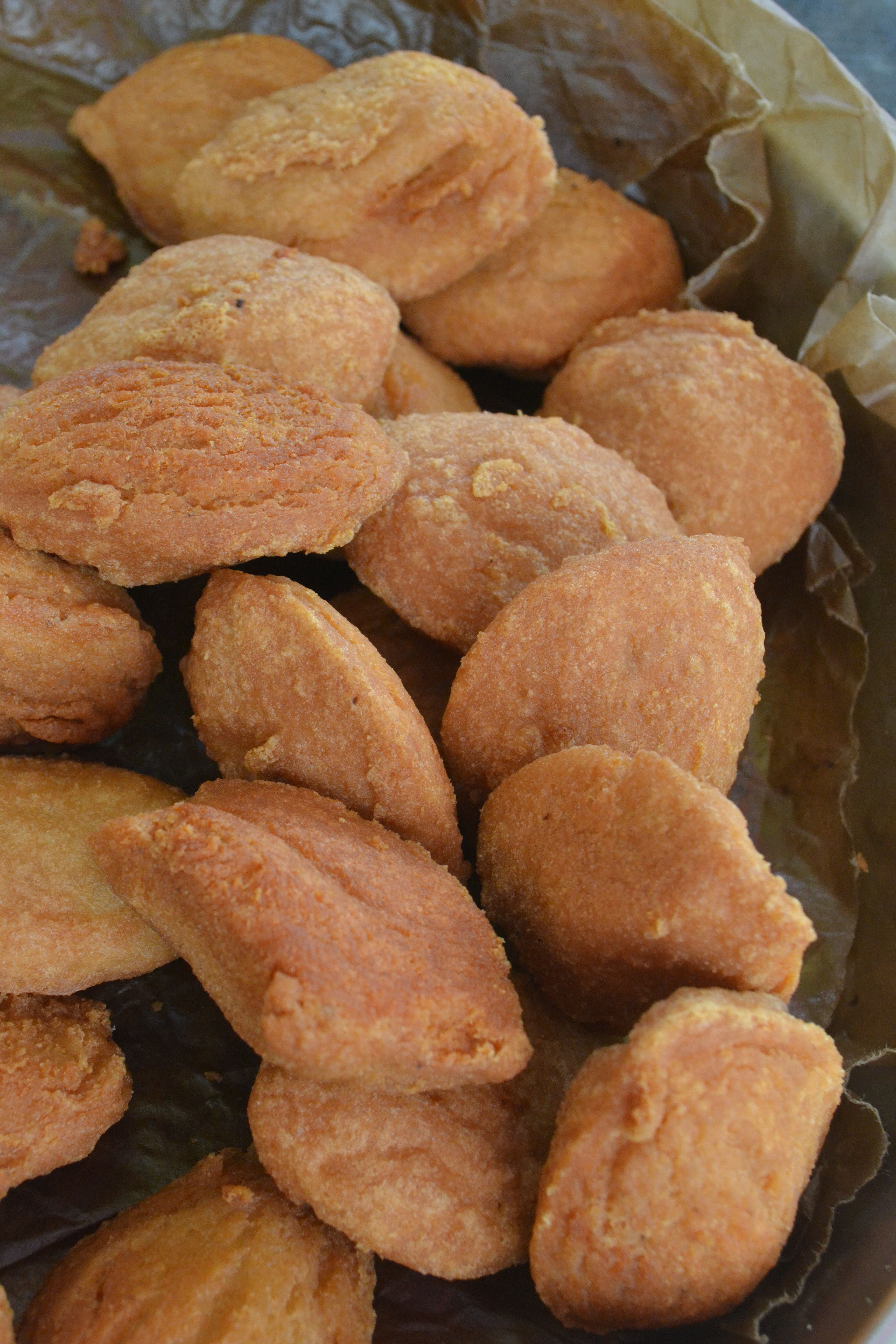
Bolinho koki
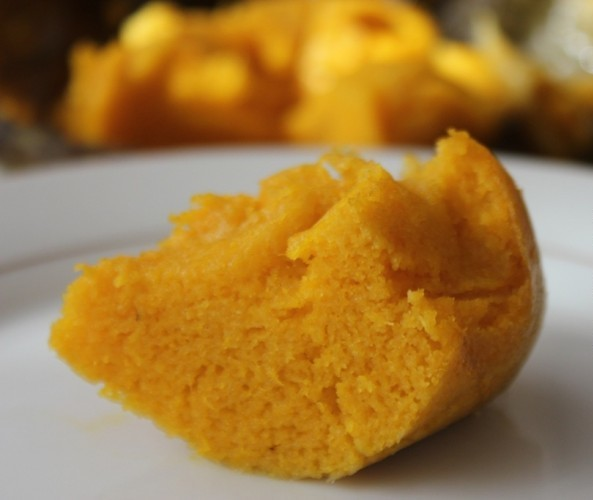
Koki (bolo Niébé)
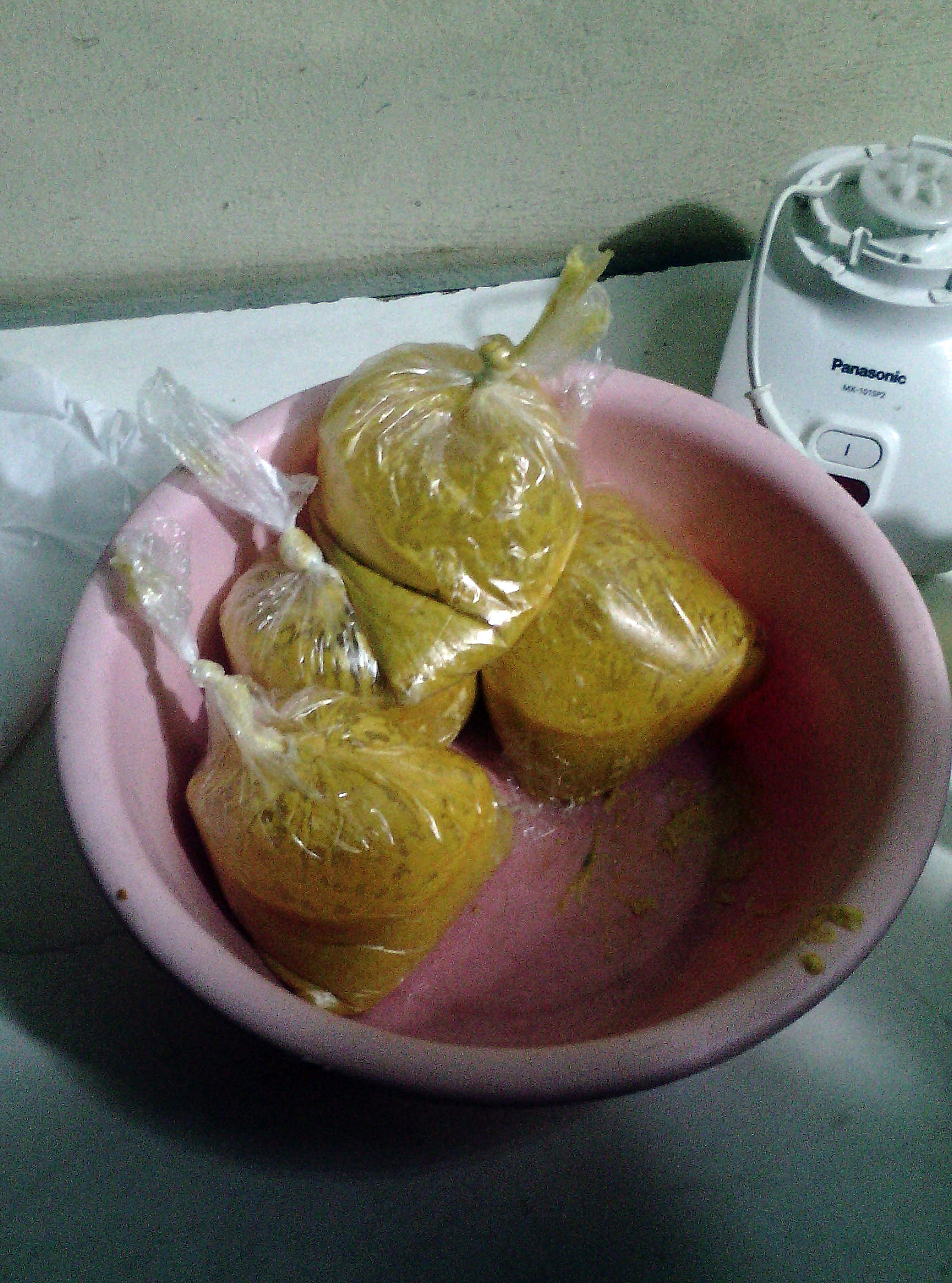
Produto base

- Sopa Achu (fufu de Taro com sopa de óleo de palma laranja / amarelo vermelho)

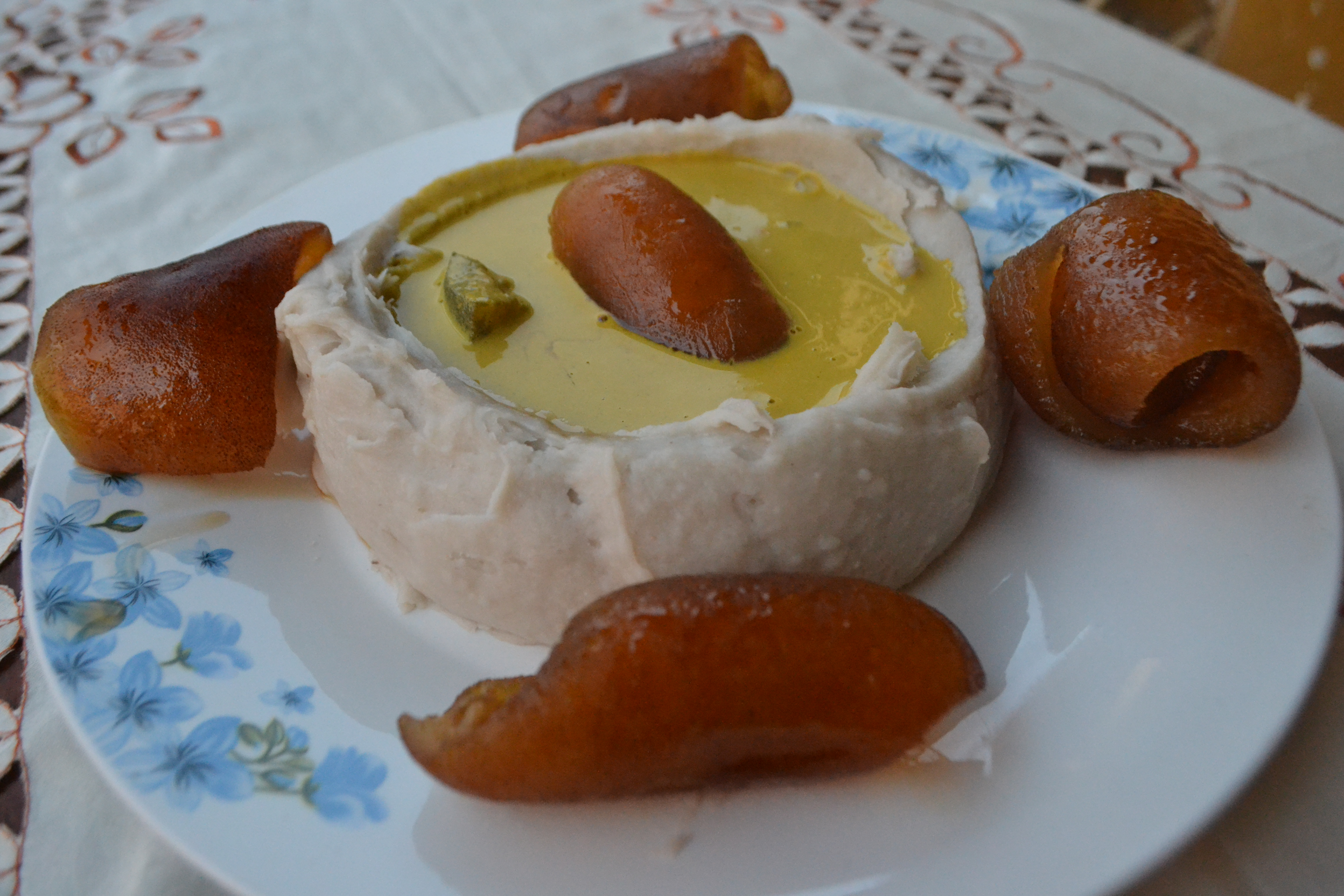
Sopa Achu com Taro e pele de boi

- Mbongo'o tjobi (uma sopa preta picante feita com ervas e especiarias nativas)

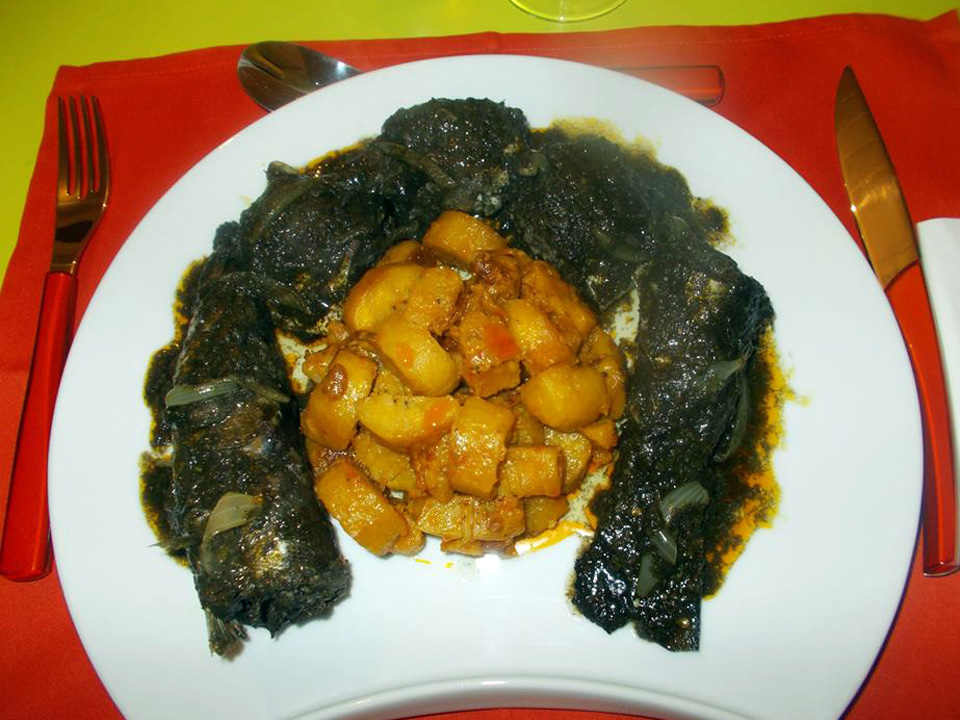
Mbongo'o tjobi e bananas

- Sopa Egusi (sementes de abóbora moídas em geral cozidas com folhas verdes escuras ou quiabo)
- Kondreh (banana verde cozida com ervas e especiarias, geralmente cozida com carne de cabra)
- Kati kati, um prato de frango grelhado[1][2][3] e comida tradicional do Kom.[4]

Os Curries, sopas e pratos de peixe são abundantes, assim como carnes no espeto. Os insetos são consumidos em algumas partes do país (principalmente nas regiões florestais).